# اوغور آلبایراک
اوغور آلبایراک (انگلیسی: Uğur Albayrak؛ زادهٔ ۸ ژوئن ۱۹۸۸) بازیکن فوتبال اهل ترکیه است.
از باشگاه‌هایی که در آن بازی کرده‌است می‌توان به باشگاه فوتبال کیکرز اوفنباخ، باشگاه فوتبال اف‌اس‌وی فرانکفورت، باشگاه فوتبال قیصریه‌اسپور، و باشگاه فوتبال دارمشتات ۹۸ اشاره کرد.